# Drasteria pica
Drasteria pica là một loài bướm đêm trong họ Erebidae.